# Leonard Labatt
Leonard Labatt, född 4 december 1838 i Stockholm, död 7 mars 1897 i Oslo, var en svensk operasångare (tenor).
Labatt arbetade först i butik, han var bland annat chef för en modeaffär 1863–1867. Han fick sin första musikaliska utbildning av professor Julius Günther som förde in honom i Stockholms musikaliska värld genom att ge honom solopartier i Harmoniska Sällskapet. Han debuterade våren 1866 som Tamino i Trollflöjten på Kungliga teatern och vann stort anseende genom en rad roller: Masaniello i Reinhard Keisers opera Den stumma, Faust, Horace i Sylvia, Armand i Cherubinis Vattendragaren och Vasco da Gama i L'Africaine. 
Han anställdes som förste tenor vid operan i Dresden 1868, men huset förstördes redan året efter av en stor brand. Han fick då anställning vid Wiener Staatsoper där han stannade till 1883, under vilken tid han dock gästsjöng i både Tyskland och Sverige. Mellan 1883 och 1884 var han åter anställd vid operan i Stockholm, varefter han sjöng på flera platser bland annat Rotterdam. Till hans främsta roller räknas Vasco da Gama, Eleazar i La Juive, profeten i Le Prophète, Radameès i Aida, Harald Viking i Halléns opera med samma namn och Tannhäuser. På 1890-talet återvände han till Sverige och avled i Stockholm efter en längre tids sjukdom.
Han var son till fabriksidkaren I. D. Labatt och Bernhardina Fürstenberg.